# Tala Hamza
Tala Hamza (Tala Ḥemza en kabyle) est une commune de la daïra de Tichy à la Wilaya de Béjaïa en Algérie. Tala Hamza est située sur la rive est du Oued Soummam à sept kilomètres de la ville de Béjaia historique.
Le nom Tala Ḥamza a pour origine, le nom de l'une des localités de la commune. Ce nom signifie la source de Ḥemza.
La commune comporte plusieurs villages situés sur le long de la route nationale no 75.

## Géographie
| Oued Ghir | Oued Ghir           | Béjaïa     |
| Amizour   | Tala Hamza          | Boukhelifa |
| Amizour   | Amizour, Boukhelifa | Boukhelifa |

### Lieux-dits, quartiers et hameaux
Outre son chef-lieu Tala, la commune de Tala Hamza est composée des localités suivantes : Bousseltane, Aberouak, Tala, AIT M'barek, Aït Smaïl, Tahanouts, Aït Hamouda, Laqahwa El Arebi, Aith el hadj, Aboudaou, Iryahen.

## Démographie
Tala Hamza a une population de 12 000 habitants environ. La majorité de ses habitants font partie de la tribu des Ait-BouMass'oud qui englobe plusieurs villages dont le territoire se situe en grande partie sur la rive sud/est en aval du Oued Soummam.

## Économie
La commune de Tala Hamza est traditionnellement agricole, où on cultive des terres familiales sur les montagnes de la commune et le bassin de la Soummam. C'est une activité de plus en plus abandonnée par les nouvelles générations orientées vers d'autres activités commerciales et artisanales.
La mine de Oued Amizour se situe pour partie sur la commune de Tala Hamza. Des habitants de Tala Hamza s'opposent à l'exploitation de la mine pour des raisons écologiques,.

## Santé
Les infrastructures de santé dans la commune sont : une polyclinique située à Ighil-Ou-Berouak, une salle de soin situee à Aberouak.

## Enseignement
Il y a six écoles primaires, deux collèges et pas de lycée au niveau de la commune.
Un des campus de l'université de Béjaia est situé dans le territoire de la commune avant le village Aboudaou.